# Trận Ladon và Mézières
 Trận Ladon và Mézières là một hoạt động quân sự là một hoạt động quân sự trong chiến dịch tấn công Pháp của quân đội Phổ – Đức trong các năm 1870 – 1871, đã diễn ra vào ngày 24 tháng 11 năm 1870, giữa Binh đoàn Loire của quân đội Cộng hòa Pháp non trẻ do tướng Louis d'Aurelle de Paladines chỉ huy và Binh đoàn thứ hai của quân đội Đức do Hoàng thân Friedrich Karl của Phổ chỉ huy, tại Ladon và Mézières (nước Pháp). Trong trận chiến quyết liệt này, Lữ đoàn số 37 của Vương quốc Phổ – đội hình bên sườn phải của binh đoàn của Hoàng thân-Thống chế – dưới quyền viên tướng Lehmann cùng với Lữ đoàn số 39 dưới quyền của tướng Valentini đã đánh bại được một cuộc tiến công của Quân đoàn XX – lực lượng cánh phải của Pháp – dưới quyền tướng Crouzat, buộc lực lượng của Pháp phải tiến hành triệt thoái vào rừng Bellegarde. Mặc dù quân đội Pháp nhanh chóng bị đánh bật trong trận chiến này, cuộc giao chiến đã cho quân đội Đức thấy rằng các lực lượng đáng kể của Quân đoàn XX của Pháp đang hiện diện trên chiến trường. Cuộc thua trận tại Ladon và Mézières đã mang lại thiệt hại không nhỏ cho người Pháp. Đến ngày 28 tháng 11, d'Aurelle một lần nữa tấn công Friedrich Karl trong trận Beaune-la-Rolande, nhưng bị đánh đại bại.
Vào ngày 9 tháng 11 năm 1870, Binh đoàn Loire của Pháp do d'Aurelle de Paladines chỉ huy đã đánh bại quân đội xứ Bayern dưới quyền chỉ huy của Thượng tướng Bộ binh Von der Tann trong trận Coulmiers, buộc quân Bayern phải triệt thoái khỏi Orléans. Người Pháp không thể truy kích, nhưng Aurelle đã thực sự trở thành một mối đe dọa đối với đội quân vây hãm Paris của người Đức. Trước tình hình đó, Bộ Chỉ huy quân Đức đã xuống lệnh cho Hoàng tử Friedrich Karl phải cấp tốc hành binh từ Metz đến Loire. Sau nhiều vận động, ông đã kéo quân qua Sens, Bambouillet, Nemours, và Pithiviers. Giờ đây, mục tiêu của vị Hoàng tử – Thống chế Phổ là phải hội quân với quân đoàn của Friedrich Franz II, Đại Công tước xứ Mecklenburg-Schwerin, giữa Toury và Prithiviers. Khi đó, đoàn quân của ông sẽ được triển khai về hướng bắc quân Pháp, để đánh bật d'Aurelle về tả ngạn sông Loire. Đồng thời, để làm được điều này, Mecklenburg cũng nhận lệnh chuyển các vị trí của mình theo hướng tây, theo đó quân ông sẽ nhìn về phía nam khi quân của Friedrich Karl đến. Trong khi đó, d'Aurelle có vẻ né tránh một trận đánh quyết định với Hoàng thân Phổ, và vào ngày 23 tháng 11, vị tướng Pháp ra lệnh cho binh đoàn của mình tiến về thủ đô Paris. Một số sư đoàn đã được ông giao cho nhiệm vụ mở đường. Trong cùng ngày hôm đó, Quân đoàn X của Đức dưới quyền viên tướng Von Voigts-Rhetz – một phần của Binh đoàn thứ hai dưới quyền Friedrich Karl – đã đóng quân tại Beaune-la-Rolande, với lữ đoàn bộ binh số 38 của tướng Wedell và lữ đoàn kỵ binh Hesse của tướng Rautzau. Phần còn lại của Quân đoàn X án ngữ ở gần Montargis. Từ các vị trí này, họ cử quân tuần tiễu theo mọi phía và phát hiện ra các chi đội của Pháp ở tất cả các khu vực lân cận.
Những sự kiện xảy ra sau đó đã một lần nữa đẩy d'Aurelle trở lại thế trận phòng ngự. Để thực thi nhiệm vụ hợp nhất tại Beaune trong ngày 24 tháng 11, các lữ đoàn của Lehmann và Valentini trong ngày hôm đó đã hành quân theo hai con đường từ Montargis tới Ladon và Corbeilles. Kèm theo lữ đoàn của Valentini có một quân đoàn pháo binh, và đúng lúc đó, phía Pháp tiến quân từ các khu rừng ở phía đông Orléans theo ba đội hình hàng dọc hùng mạnh, để đánh bọc sườn trái của người Đức. Trong khi quân Pháp có đến 30.500 binh lính, phía Đức chỉ có 12.000 binh lính. Hai lữ đoàn Đức đã được triển khai về bên trái, và quân đoàn pháo binh được đưa về Beaune. Một chiến dịch tấn công mạnh mẽ đã được người Đức phát động nhằm vào cuộc tấn công của đối phương. Vào lúc 11 giờ sáng, lực lượng của Lehmann chạm trán với đội tiền vệ của Quân đoàn XII của Pháp, và đánh bại địch thủ bằng một trận chiến ngắn nhưng nảy lửa. Khi quân Pháp rút chạy, chỉ có một số đại đội của Phổ truy kích đối phương. Tuyệt đại bộ phận lữ đoàn của Lehmann tiếp tục tiến đến Beaune. Trong khoảng thời gian sau thắng lợi của Lehmann tại Ladon, Valentini cũng đánh bật quân Pháp. Sau thắng lợi của Valentini tại Maizières, hai lữ đoàn đã hợp nhất với nhau và đẩy bật quân Pháp về rừng Bellegarde. Sau trận chiến, quân đội Đức tiếp tục hành binh tới Beaune, và vào ngày 25 tháng 11 năm 1870, phần lớn Quân đoàn X đã tập kết tại Beaune-la-Rolande. Trong khi người Đức chịu thiệt hại là 13 sĩ quan và 220 binh lính, số quân Pháp tử trận và bị thương còn đáng kể hơn. Chưa kể, 1 sĩ quan và 170 binh lính Pháp bị bắt làm tù binh.